# Grafema
En teoría de la escritura, un grafema es una unidad «mínima e indivisible» de la escritura usada para una lengua. En el alfabeto latino, los grafemas se corresponden con las letras y las marcas diacríticas. En escrituras que guardan una relación poco estrecha con la fonología, como es el caso de la escritura china, existe un número elevado de grafemas que además no son interpretables siempre como sonidos.

## Notación
Los grafemas suelen representarse entre paréntesis angulares, como ⟨a⟩, ⟨B⟩, etc., de manera análoga a lo que ocurre con los fonemas, representados entre barras (/a/, /b/), y las transcripciones fonéticas y casos de alofonía, representados entre paréntesis rectos ([a], [b]).

## Introducción
En una ortografía fonológica cada grafema se corresponde con un fonema. Posiblemente no existe ninguna escritura que emplee un sistema ortográfico completamente fonológico, aunque algunas lenguas están cerca de tener una escritura fonológica. La falta de correspondencia exacta entre ortografía y fonología se da por muchas razones, por ejemplo, puede haber varios grafemas representando un solo fonema (caso de la ⟨ch⟩ en español). A esto se le llama dígrafo (dos grafemas para un solo fonema) o trígrafo (tres grafemas para un solo fonema). Por ejemplo, la palabra que contiene tres grafemas (⟨q⟩,⟨u⟩,⟨e⟩) pero solo dos fonemas, ya que ⟨qu⟩ es un dígrafo según la ortografía del idioma castellano o español.
Diferentes glifos pueden representar el mismo grafema. Por ejemplo, el primer glifo de la palabra inglesa fish (pescado) equivale al dígrafo en final de la palabra enough (suficiente). Pese a ser diferentes glifos, corresponden al mismo grafema.
No todos los glifos son grafemas en el sentido fonológico; por ejemplo, el logograma ⟨&⟩ representa la palabra latina et y representa una secuencia de dos fonemas.
Los grafemas, más que símbolos fijos, son clases de equivalencia de símbolos gráficos que representan diferentes unidades. Por ejemplo, los símbolos ⟨g⟩ y ⟨g⟩ son distintos gráficamente, pero son el mismo grafema.